# Torgiano
Pour le vin, voir Torgiano (vin).
Torgiano est une commune italienne d'environ 6 500 habitants située dans la province de Pérouse, dans la région Ombrie, en Italie centrale. Le village a obtenu le label des Plus Beaux Bourgs d'Italie.

## Administration
| Période                                  | Période  | Identité    | Étiquette       | Qualité |
| ---------------------------------------- | -------- | ----------- | --------------- | ------- |
| 14 juin 2004                             | En cours | Primo Lolli | Centro-Sinistra |         |
| Les données manquantes sont à compléter. |          |             |                 |         |

### Hameaux
Brufa, Ferriera, Fornaci, Miralduolo, Pontenuovo di Torgiano, Signoria.

### Communes limitrophes
Bastia Umbra, Bettona, Deruta, Pérouse.

## Jumelages
- Bois-Guillaume (France).